# Миннз, Эллис
Эллис Ховелл Миннз (англ. Ellis Hovell Minns; 1874—1953) — британский историк античности и славист, профессор Кембриджского университета. В своих научных трудах рассматривал, среди прочего, античную историю территорий России.

## Биография
Сын англиканского пресвитера Джорджа Уильяма Миннза, викария прихода Вестон в восточном Гэмпшире. Преподобный Миннз увлекался историей и древностями и был членом Королевского общества древностей. Эллис Миннз впоследствии утверждал, что именно поддержка отца, его пример и воспитание определили его жизненный и научный путь.
Окончив престижную школу Чартерхаус, Эллис Миннз начинает обучение в кембриджском Пемброк-колледже. Там он решил усиленно штудировать не античность, как планировал ранее, а славистику. Первых успехов в этой области он достиг уже не в Кембридже, а в Париже, где под руководством руководителя кафедры русского языка Школы восточных языков Поля Буайе полностью освоил русский язык.
В течение 1898—1901 годов находился на территории Российской империи, где устроился на стажировку в библиотеки Императорской археологической комиссии, а впоследствии — Императорского Эрмитажа, и Исторического музея в Москве. Эта работа позволила Миннзу стать ведущим западным специалистом в области русской археологии — он был одним из немногих европейских историков, кто свободно владел русским языком и имел возможность ознакомиться с новейшими археологическими публикациями Российской империи. Миннз получил опыт практической работы в сфере археологического музейного дела в ведущих научных учреждениях Петербурга и Москвы. Свою стажировку там Миннз дополнил также путешествиями по Казани, Киеву, Одессе и другим губернским научным центрам. Эти путешествия позволили ему ознакомиться с ключевыми археологическими объектами России.
Миннз был членом ряда научных обществ Российской империи, в частности Императорского Русского археологического общества, Таврической учёной архивной комиссии. После возвращения в Великобританию занял должность преподавателя славистики и библиотекаря Пемброк-колледжа. В 1906 дополнительно устроился на неполную ставку преподавателем палеографии Классического факультета.
В течение 1901—1911 гг. работал над обобщением своих сведений об археологии Северного Причерноморья. Принял участие в подготовке одиннадцатого («кембриджского») издания Британской энциклопедии (1911). В этой редакции энциклопедии Миннзу принадлежат ключевые статьи по славистике («Русский язык», «Славяне», «Словаки», «Словенцы», «Сербы», «Кашубы») и античной истории южной России («Аланы», «Бастарны» «Будины», «Киммерийцы», «Сарматы», «Скифия», «Тавры», «Тира», «Феодосия», «Херсонес», «Языги» и др.).
В 1920 г. Миннзу присудили почётную степень доктора Кембриджского университета. В 1926 он получил влиятельную должность диснеевского профессора археологии на Факультете археологии и антропологии Кембриджского университета (с 1851 г. она финансировалась из отдельного фонда, заложенного меценатом Джоном Диснеем; Миннз стал шестым «диснеевским» профессором). При этом он продолжил работать в Пемброк-колледже: в 1928 году его избрали президентом этого университетского подразделения, а с 1947 и до своей смерти в 1953 г. он работал там в должности старшего научного сотрудника.
Под его началом начинал свою работу в Кембридже Грэм Кларк (в 1935) — которого Миннз назовет своим самым выдающимся учеником.

## Научные труды
Научное наследие Эллиса Миннза в области славистики и исследования античности Северного Причерноморья уже в межвоенные годы было признано классическим. Признание ему обеспечила обобщающая работа «Скифы и греки» («Scythians and Greeks»), изданная в 1913 году.

## Меч Сталинграда
В 1943 британское правительство обратилось к Миннзу, как ведущему специалисту «в русских делах», с просьбой сформулировать на русском языке текст дарственной надписи на символическом мече, который должен быть передан советской стороне в качестве проявления восхищения героизмом советских войск в Сталинградской битве. 29 ноября 1943 Уинстон Черчилль передал этот дар Иосифу Сталину во время Тегеранской конференции. Сегодня «Сталинградский меч» экспонируется в музее Сталинградской битвы в Волгограде.

## Основные научные труды
- Minns E. H. Scythians and Greeks. A survey of ancient history and archaeology on the north coast of the Euxine from the Danube to the Caucasus / Ellis Minns. — Cambridge: Cambridge University Press, 1913. — 720 p.